# فرودگاه کونستانزا
فرودگاه کونستانزا (به انگلیسی: Constanza Airport) یک فرودگاه همگانی با کد یاتا COZ است که یک باند فرود آسفالت دارد و طول باند آن ۲۰۱۲ متر است. این فرودگاه در کشور جمهوری دومینیکن قرار دارد و در ارتفاع ۱۱۰۷ متری از سطح دریا واقع شده‌است.